# Байрам Яшаніца
Байрам Яшаніца (нар. 25 жовтня 1990, Вранидолл, Приштина, СФРЮ) — косоварський футболіст, захисник «Скендербеу» (Корча).

## Клубна кар'єра
Байрам Яшаніца починав свою професійну кар'єру футболіста в 2009 році в команді «Хюсі», що виступала в косовській Суперлізі. У березні 2013 року він був на перегляді в німецькому «Франкфурті».
Перед стартом сезону 2013/14 років Яшаніца перейшов в клуб албанської Суперліги «Скендербеу», і через кілька днів був відданий в оренду в іншу команду ліги, «Бесу». У ній він дебютував 20 жовтня 2013 року в гостьовому матчі проти «Кукесі», вийшовши на заміну на 74-й хвилині. По закінченню сезону він повернувся в «Шкендербеу». Дебютував за клуб 17 серпня 2014 року в суперкубку Албанії, замінивши захисника Тефіка Османі на останні 25 хвилин матчу проти Фламуртарі, який «Скендербеу» виграв з рахунком 1:0, а Байрам Яшаніца виграв перший значний трофей у своїй кар'єрі.
По завершенню сезону 2014/15 років разом з іншим косовським албанцем Леонітом Абазі підписав новий контракт з клубом. Контракт було підписано 5 червня 2015 року і буде чинним протягом наступних двох років (до 2017 року), в новому контракті є опція про можливість його продовження ще на один рік.
Яшаніца провів 5 матчів у складі «Скендербеу» в груповому етапі Ліги Європи УЄФА 2015/2016. А також став автором гола престижу в гостьовому поєдинку проти лісабонського «Спортінга», забивши головою після подачі кутового на 89-й хвилині.

## Кар'єра в збірній
Яшаніца народився в Косово, в сім'ї косоварських албанців. Він дебютував за збірну Косова 21 травня 2014 року в домашньому товариському матчі проти збірної Туреччини, замінивши на 80-й хвилині Мехмета Хетемая. В тому поєдинку Турки перемогли збірну Косова з рахунком 6:1.

## Досягнення
Хюсі
- Суперліга (Косово)
  -  Чемпіон (1): 2010/11

Скендербеу
- Суперліга (Албанія)
  -  Чемпіон (1): 2014/15, 2015/16

- Суперкубок Албанії
  -  Володар (1): 2014

Балкані
- Суперліга (Косово)
  -  Чемпіон (2): 2021/22, 2022/23

- Суперкубок Косова
  -  Володар (1): 2022

## Статистика кар'єри

### Клубна
Станом на 6 серпня 2015
| Клуб              | Сезон             | Ліга                | Ліга | Ліга  | Кубок | Кубок | Єврокубки | Єврокубки | Інші | Інші  | Загалом | Загалом |
| Клуб              | Сезон             | Дивізіон            | Ігор | Голів | Ігор  | Голів | Ігор      | Голів     | Ігор | Голів | Ігор    | Голів   |
| ----------------- | ----------------- | ------------------- | ---- | ----- | ----- | ----- | --------- | --------- | ---- | ----- | ------- | ------- |
| Хюсі              | 2009–10           | Суперліга (Косово)  | ?    | ?     | ?     | ?     | —         | —         | —    | —     | ?       | ?       |
| Хюсі              | 2010/11           | Суперліга (Косово)  | ?    | ?     | ?     | ?     | —         | —         | —    | —     | ?       | ?       |
| Хюсі              | 2011/12           | Суперліга (Косово)  | ?    | ?     | ?     | ?     | —         | —         | —    | —     | ?       | ?       |
| Хюсі              | 2012/13           | Суперліга (Косово)  | ?    | ?     | ?     | ?     | —         | —         | —    | —     | ?       | ?       |
| Хюсі              | Загалом           | Загалом             | 80   | 5     | 12    | 1     | —         | —         | —    | —     | 80      | 5       |
| Беса (Кавая)      | 2013/14           | Суперліга (Албанія) | 23   | 0     | 1     | 0     | —         | —         | —    | —     | 24      | 0       |
| Беса (Кавая)      | Загалом           | Загалом             | 23   | 0     | 1     | 0     | —         | —         | —    | —     | 24      | 0       |
| Скендербеу        | 2014/15           | Суперліга (Албанія) | 22   | 0     | 6     | 1     | 2         | 0         | 1    | 0     | 31      | 1       |
| Скендербеу        | 2015/16           | Суперліга (Албанія) | 0    | 0     | 0     | 0     | 3         | 0         | 0    | 0     | 3       | 0       |
| Скендербеу        | Загалом           | Загалом             | 22   | 0     | 6     | 1     | 5         | 0         | 1    | 0     | 34      | 1       |
| Усього за кар'єру | Усього за кар'єру | Усього за кар'єру   | 125  | 5     | 7     | 1     | 5         | 0         | 1    | 0     | 138     | 6       |

### У збірній
| Матчі й голи Байрама Яшаніци за збірну Косова | Матчі й голи Байрама Яшаніци за збірну Косова | Матчі й голи Байрама Яшаніци за збірну Косова        | Матчі й голи Байрама Яшаніци за збірну Косова | Матчі й голи Байрама Яшаніци за збірну Косова | Матчі й голи Байрама Яшаніци за збірну Косова | Матчі й голи Байрама Яшаніци за збірну Косова |
| №                                             | Дата                                          | Місце проведення                                     | Суперник                                      | Рахунок                                       | Голи                                          | Змагання                                      |
| --------------------------------------------- | --------------------------------------------- | ---------------------------------------------------- | --------------------------------------------- | --------------------------------------------- | --------------------------------------------- | --------------------------------------------- |
| 1                                             | 21 травня 2014                                | Олімпійський стадіон Адем Яшарі, Косовська Мітровіца | Туреччина                                     | 1:6                                           | —                                             | Товариський поєдинок                          |
| 2                                             | 10 жовтня 2015                                | Міський стадіон, Приштина                            | Екваторіальна Гвінея                          | 2:0                                           | —                                             | Товариський поєдинок                          |
| 3                                             | 3 червня 2016                                 | Фольксбанк Штадіон Франкфурт, Франкфурт-на-Майні     | Фарери                                        | 2:0                                           | —                                             | Товариський поєдинок                          |

Загалом: 3 матча / 0 голів; eu-football.info [Архівовано 3 вересня 2017 у Wayback Machine.].